# Голяков, Иван Терентьевич
Ива́н Тере́нтьевич Голяко́в (24 июня [6 июля] 1888 (или 6 июня), Пешково, Дмитровский уезд, Московская губерния, Российская империя — 18 марта 1961, Москва, РСФСР) — советский правовед, деятель советских органов прокуратуры и суда. Председатель Верховного Суда СССР (1938—1948). Один из организаторов сталинских репрессий.

## Биография
Родился 24 июня (6 июля) 1888 года в Пешково, Московская губерния, в крестьянской семье.  
С ноября 1909 по апрель 1913 года служил рядовым Кексгольмского полка в Варшаве. В 1914—1918 годах — на фронтах Первой мировой войны, был рядовым и младшим унтер-офицером. После Февральской революции в апреле 1917 года вошёл в армейский Совет солдатских депутатов. В марте 1918 года вернулся в родное село. Некоторое время был заведующим сельпо. 
В 1918 году вступил в ряды РСДРП(б), создал на селе партийную ячейку и занял в ней должность секретаря. Затем был избран председателем исполкома Обольяновского волостного совета. 
С мая 1919 года — доброволец Красной армии. Участвовал в Гражданской войне: служил красноармейцем, затем — политработником в 9-й армии Юго-Восточного фронта. Военным комиссаром в 1 Кавказкой Красной Дикой кавалерийской дивизии. С 1919 по 1925 год являлся председателем Реввоентрибунала 14-й стрелковой дивизии 9-й армии, Донской области, членом коллегии военного трибунала Северо-Кавказского военного округа.
В 1925 году без отрыва от службы окончил правовое отделение факультета общественных наук Северо-Кавказского университета по специальности «криминалистика». В 1931 году получил аттестат командира Красной Армии и одновременно окончил курсы усовершенствования высшего начсостава РККА.
В 1925—1933 годах — заместитель председателя Реввоентрибунала Белорусского военного округа, с марта 1931 года — член Военной коллегии Верховного Суда СССР.
В январе-апреле 1938 года — Прокурор РСФСР. В 1938—1948 годах — председатель Верховного Суда СССР. В  августе 1948 года по решению Политбюро был снят с должности Председателя Верховного Суда СССР за недостатки в работе, в частности за «факты злоупотреблений служебным положением некоторыми членами Верховного Суда СССР и работниками его аппарата». 
Избирался депутатом Верховного Совета СССР 2-го созыва, депутатом Верховного Совета РСФСР 1-го созыва.
С 1932 по 1959 год работал во Всесоюзном институте юридических наук в должности заместителя директора по научной части, а в 1938—1947 и 1949—1956 годах — на посту директора института. Под его редакцией вышла «Библиотечка народного судьи и народного заседателя» (к 1945 году вышло более 40 сборников).
Профессор (1940). Был лектором в Московском государственном университете, Московском юридическом и Всесоюзном юридическом заочном институтах. Автор более 70 научных монографий.
С 1959 года на пенсии. 
Собрал большую библиотеку художественной, правовой и иной литературы. Являлся издателем уникального исследования «Суд и законность в художественной литературе» (1959).
Умер 18 марта 1961 года в Москве. Похоронен на Новодевичьем кладбище (участок №3, ряд 61, место 16).

## Участие в массовых репрессиях
По архивным материалам (фонд Верховного Суда СССР в ГАРФ) стремился избежать активного участия в рассмотрении контрреволюционных дел. В периоды «законности» (1938—1940, 1944—1947) стремился реабилитировать максимально возможное количество осуждённых.
Входил в состав секретной комиссии Политбюро ЦК ВКП(б) по судебным делам. Комиссия утверждала все приговоры о смертной казни в СССР.

## Награды и звания
- 2 ордена Ленина (1944, 1945)[2]
- Орден Красного Знамени
- Орден Трудового Красного Знамени
- медали